# Edward McKnight Kauffer

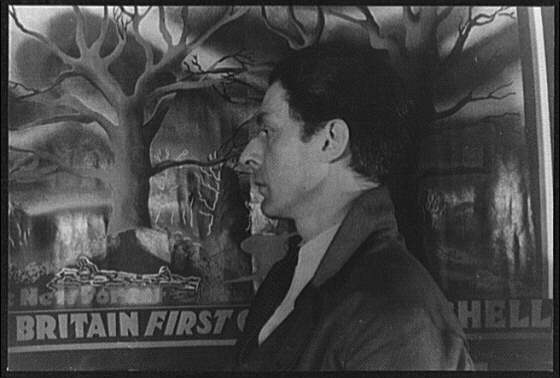
Edward McKnight Kauffer (1934)
Foto Carl Van Vechten

Edward McKnight Kauffer, född 14 december 1890 i Great Falls i Montana, död 22 oktober 1954 i New York, var en amerikansk grafiker och formgivare.
Kauffer var från 1914 bosatt i London, och var omkring 1920 Londons främste affischtecknare. Särskilt berömda blev hans reklamplakat för Londons tunnelbana.
Det var Kauffer som gjorde den första reklamannonsen i kubistisk stil.